# Jalur Patah
Jalur Patah is een bestuurslaag in het regentschap Kuantan Singingi van de provincie Riau, Indonesië. Jalur Patah telt 1150 inwoners (volkstelling 2010).